# Собор Покрови Пресвятої Богородиці (Шахти)
Собор Покрови Пресвятої Богородиці  (рос. Собор Покрова Пресвятой Богородицы) — діючий кафедральний собор Олександрівськ-Грушевського благочиння Шахтинської та Міллерівської єпархії Донської митрополії РПЦ.

## Історія
На початку ХХ століття в місті Олександрівськ-Грушевський (нині місто Шахти Ростовської області) було дві дерев'яні церкви: Петропавлівська й Олександро-Невська. Ті храми вже не могли задовольнити релігійні потреби всіх парафіян. Це стало причиною ухвалення рішення Донською єпархією про будівництво на Церковно-Базарній площі міста нового кам'яного соборного Петропавлівського храму, який і було зведено 1899 року.
Після завершення будівництва нового храму, однойменну дерев'яну церкву, що розміщувалась поряд, розібрали. А 1902 року, відповідно до збірника «Відомості про Покровську церкву» за 1909 рік, на Сінній площі (нині вулиця Радянська) побудували новий цегляний храм, освятивши його на честь Покрови Пресвятої Богородиці — небесної покровительки й заступниці землі руської та війська Донського. Чисельність постійних парафіян храму сягала 4 тисяч осіб, які проживали в районі річки Грушівки. При храмі в той час була велика бібліотека, працювала церковно-парафіяльна школа, в якій навчались близько ста учнів.
Розміри хрестово-купольного Покровського храму з дзвіницею становили: 21,3 метри завдовжки, 12,8 метрів завширшки. Храм було зведено в еклектичному стилі, опалювався пневматичною аммосівською піччю, мав 4 входи, 16 вікон у храмі та 10 вікон у дзвіниці. Купол храму був покритий залізом і пофарбований вохрою. Над куполом височів шестикінцевий залізний хрест.
Причт храму включав священика, диякона-псаломника, а пізніше — просфорника. 1906 року при храмі було створено церковно-парафіяльне попечительство, що займалось забезпеченням храму усім необхідним, а також утриманням церковно-парафіяльної школи.
Богослужіння у храмі відбувались і після 1917 року. Однак після встановлення в місті Олександрівськ-Грушевську 1920 року радянської влади й перейменування міста на Шахти, 1922 року все майно церкви було націоналізовано, а 1923 році в місті було закрито всі три православні церкви.

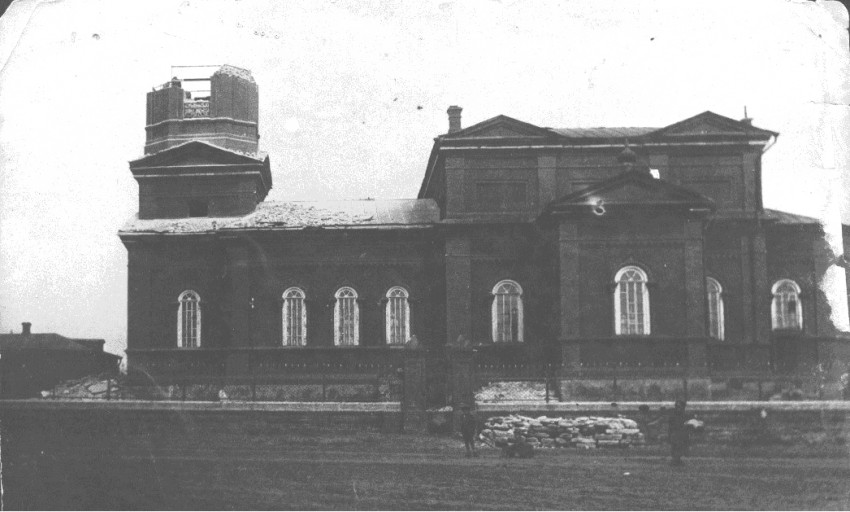
Покровський собор, 1912 рік

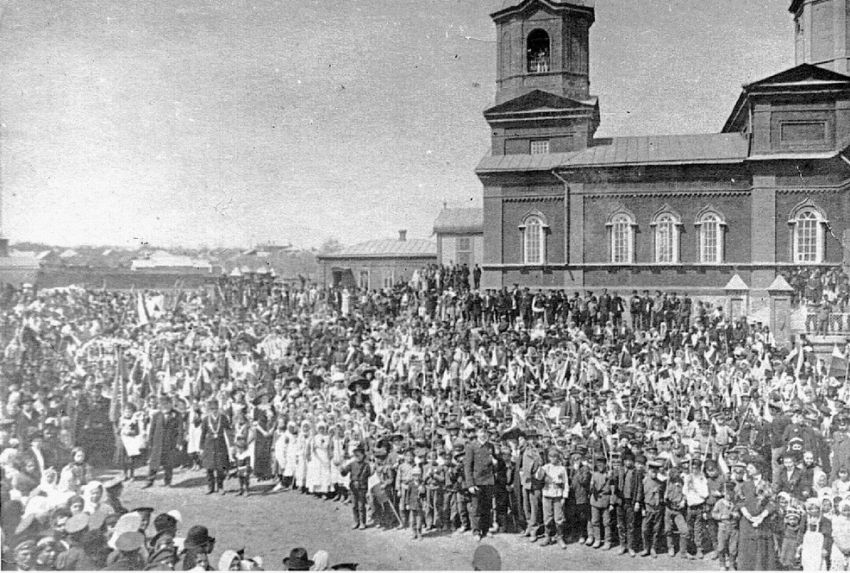
Покровський собор

Пізніше парафіяни отримали дозвіл на відкриття в Покровському храмі релігійної громади. Її статут був узгоджений з новою владою. У лютому 1933 року Покровський собор остаточно закрили, дзвони були відправлені переплавку, був зруйнований купол храму і дзвіниця, з храму вилучили богослужебні книги та ікони. В будівлі храму була влаштована ремонтна майстерня трамвайного депо. Майстерня працювала до кінця 1990-х років.
1997 року територію трамвайного депо відвідав архієпископ Ростовський і Новочеркаський Пантелеймон. Він благословив відродження храму.
До осені 1998 року, коли останній трамвай залишив територію собору Покрови Пресвятої Богородиці, почалось розчищення й відновлення храму. Оскільки креслення храму не збереглись, основою проекту склали виміри храму, проведені 1929 року бюро технічної інвентаризації, а також світлини 1912 року західної сторони храму.
Відновлений храм зазнав певних змін: до нього було прибудовано дзвіницю заввишки 33 метри, правий і лівий бічні вівтарі, а також п'ятикупольну надбудову заввишки 24 метри та завівтарний обхід.
Нині собор Покрови Пресвятої Богородиці є духовним та адміністративним центром Шахтинської єпархії. При храмі працюють курси з «Основ православної культури», церковно-парафіяльна школа, є бібліотека та соціальна служба. Поряд із храмом, на соборній площі, проводяться загальноміські та церковні заходи, кадети Шахтинського кадетського корпусу складають присягу. Престольні свята: Покрова Пресвятої Богородиці — 14 жовтня (за новим стилем).
Настоятель собору: Ієрей Симеон Єсін.
Святині: ікона з частинкою мощей Пантелеймона Цілителя; палиця Глинського старця схимитрополита Зиновія (Мажуги); ікона з частинкою мощей святого Івана Золотоустого; рака з частинками мощей: єпископа Російської православної церкви, митрополита Ростовського та Ярославського, частинка гробу преподобного Сергія Радонезького, частинка гробу великої княгині Єлизавети та інокині Варвари, немовля від Ірода убієнного, мученика Мардарій, рівноапостольного князя Володимира.